# ري رويز
ري رويز هو مغني كوبي، ولد في 21 يونيو 1966 في La Lisa ‏ في كوبا.

## وصلات خارجية
- ري رويز على موقع ميوزك برينز (الإنجليزية)
- ري رويز على موقع أول ميوزيك (الإنجليزية)
- ري رويز على موقع ديسكوغز (الإنجليزية)